# باشگاه ورزشی رئال
باشگاه فوتبال رئال (به پرتغالی: Real Sport Clube) یک باشگاه فوتبال پرتغالی است که در کیوئلز واقع شدهاست و در سال ۱۹۵۱ تأسیس شد.

## افتخارات
- کامپیوناتو پرتغال: ۱
  - قهرمان: ۱۷–۲۰۱۶